# Comuna Nova Dmîtrivka, Zolotonoșa
Nova Dmîtrivka (în ucraineană Нова Дмитрівка) este o comună în raionul Zolotonoșa, regiunea Cerkasî, Ucraina, formată din satele Melesivka și Nova Dmîtrivka (reședința).

## Demografie
Componența lingvistică a comunei Nova Dmîtrivka
     Ucraineană (95,92%)
     Rusă (3,26%)
     Alte limbi (0,13%)
Conform recensământului din 2001, majoritatea populației comunei Nova Dmîtrivka era vorbitoare de ucraineană (95,92%), existând în minoritate și vorbitori de rusă (3,26%).